# Goodyear Trophy 1978

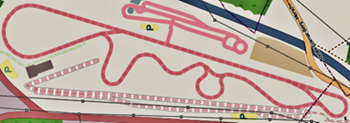
Streckenlayout des Circuit Goodyear

Die Goodyear Trophy 1978, auch Goodyear Trophy, Colmar-Berg, Luxemburg, fand am 7. Mai auf dem Circuit Goodyear statt und war der zweite Wertungslauf der Interserie dieses Jahres.

## Das Rennen
Auf der Teststrecke der Goodyear Tire & Rubber Company in Colmar-Berg fand 1978 ein Rennen der Interserie statt. Nach einer Fahrzeit von 1:13:51,400 Stunden siegte Reinhold Joest im Porsche 908/3 Turbo mit dem Vorsprung von 11 Sekunden auf den Marken- und Typenkollegen Bob Wollek. Als Gesamtdritter erreichte Klaus Walz im TOJ SC206 das Ziel. 

## Ergebnisse

### Schlussklassement
| 1           | Div. I  |    | Liqui Moly Equipe          | Reinhold Joest     | Porsche 908/3 Turbo | 50 |
| 2           | Div. II |    | Porsche Kremer Racing      | Bob Wollek         | Porsche 908/3 Turbo | 50 |
| 3           | Div. II | 25 | Team Matter-Toj            | Klaus Walz         | TOJ SC206           | 48 |
| 4           | Div. II |    | Formelrennsportclub Zürich | Charly Schirmer    | Lola T296           | 48 |
| 5           | Div. II |    |                            | Ruedi Jauslin      | Lola T296           | 47 |
| 6           | Div. II |    | Norbert Dombrowski         | Norbert Dombrowski | Rex SP1             | 47 |
| 7           | Div. I  |    | PB. Watson Sports Cars     | John Blanckley     | Chevron B31         | 46 |
| 8           | Div. II |    | Jan van Straaten           | Jan van Straaten   | Lola T292           | 44 |
| 9           | Div. I  |    | Siegfried Rieger           | Siegfried Rieger   | McLaren M8          | 41 |
| 10          | Div. I  |    |                            | Peter Hardt        | Landar LRB          | 40 |
| 11          | Div. I  |    | Hans-Rudolf Urech          | Hans-Rudolf Urech  | McLaren M8E         | 40 |
| Ausgefallen |         |    |                            |                    |                     |    |
| 12          | Div. I  |    | Deutsch Brothers Racing    | Kurt Hild          | Deutsch-Porsche     | 33 |

### Nur in der Meldeliste
Zu diesem Rennen sind keine weiteren Meldungen bekannt.

### Klassensieger
| Klasse  | Fahrer         | Fahrzeug            | Platzierung im Gesamtklassement |
| ------- | -------------- | ------------------- | ------------------------------- |
| Div. I  | Reinhold Joest | Porsche 908/3 Turbo | Gesamtsieg                      |
| Div. II | Klaus Walz     | TOJ SC206           | Rang 3                          |

### Renndaten
- Gemeldet: 12
- Gestartet: 12
- Gewertet: 11
- Rennklassen: 2
- Zuschauer: unbekannt
- Wetter am Renntag: warm und trocken
- Streckenlänge: 2,900 km
- Fahrzeit des Siegerteams: 1:13:51,400 Stunden
- Gesamtrunden des Siegerteams: 50
- Gesamtdistanz des Siegerteams: 145,000 km
- Siegerschnitt: 117,800 km/h
- Pole Position: Bob Wollek – Porsche 908/3 Turbo (#) – 1:20,400
- Schnellste Rennrunde: Bob Wollek – Porsche 908/3 Turbo (#) – 1:21,200 = 133,000 km/h
- Rennserie: 2. Lauf zur Interserie 1978